# Циклоундекан
Циклоундекан (Cycloundecane) — органическое вещество класса циклоалканов. Химическая формула — C11H22.

## Физические свойства
При комнатной температуре — жидкость. Нерастворим в воде. Хорошо растворим в большинстве органических растворителей, таких как бензол, диэтиловый эфир, этанол, ацетон, толуол и других.

## Получение
Циклоундекан может быть синтезирован следующим путём:

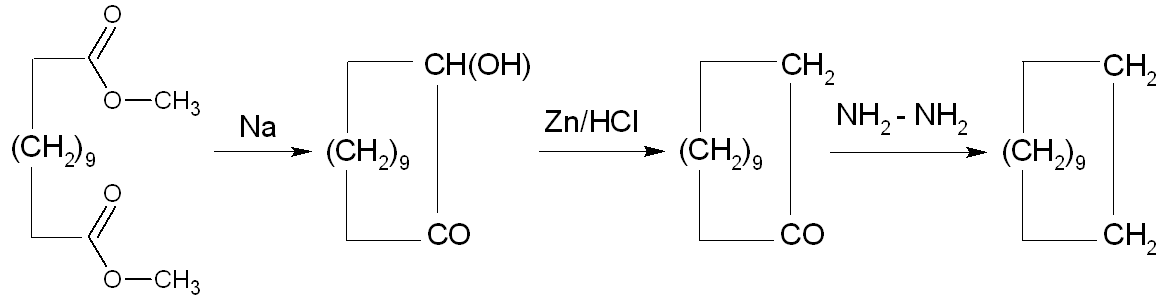

(Это — только один из возможных способов получения циклоундекана)

## Применение
Некоторые производные циклоундекана, например, бициклоунндекан, были предложены для использования в проводниках для электронных схем.